# Matt Weingart
Matt Weingart, né le 26 juin 1982 à Williams Lake, est un joueur de rugby à XV, qui joue avec l'équipe du Canada et avec l'équipe canadienne des Castaway Wanderers, évoluant au poste de demi de mêlée (1,79 m pour 81 kg). 

## Carrière

### En club
- Castaway Wanderers RFC  Canada

### En équipe nationale
Il a eu sa première cape internationale en 2004 à l’occasion d’un match contre l'équipe du Japon.

## Palmarès
(Au 15.08.2017)
- 7 sélections avec l'équipe du Canada
- 0 point
- Sélectionné pour la Coupe du Monde 2007.